# Zgornje Ribiče
Zgornje Ribiče (nemško Oberfischern) je naselje v Občini Grabštanj v Okraju Celovec-dežela na Koroškem v Avstriji.